# Jacana spinosa

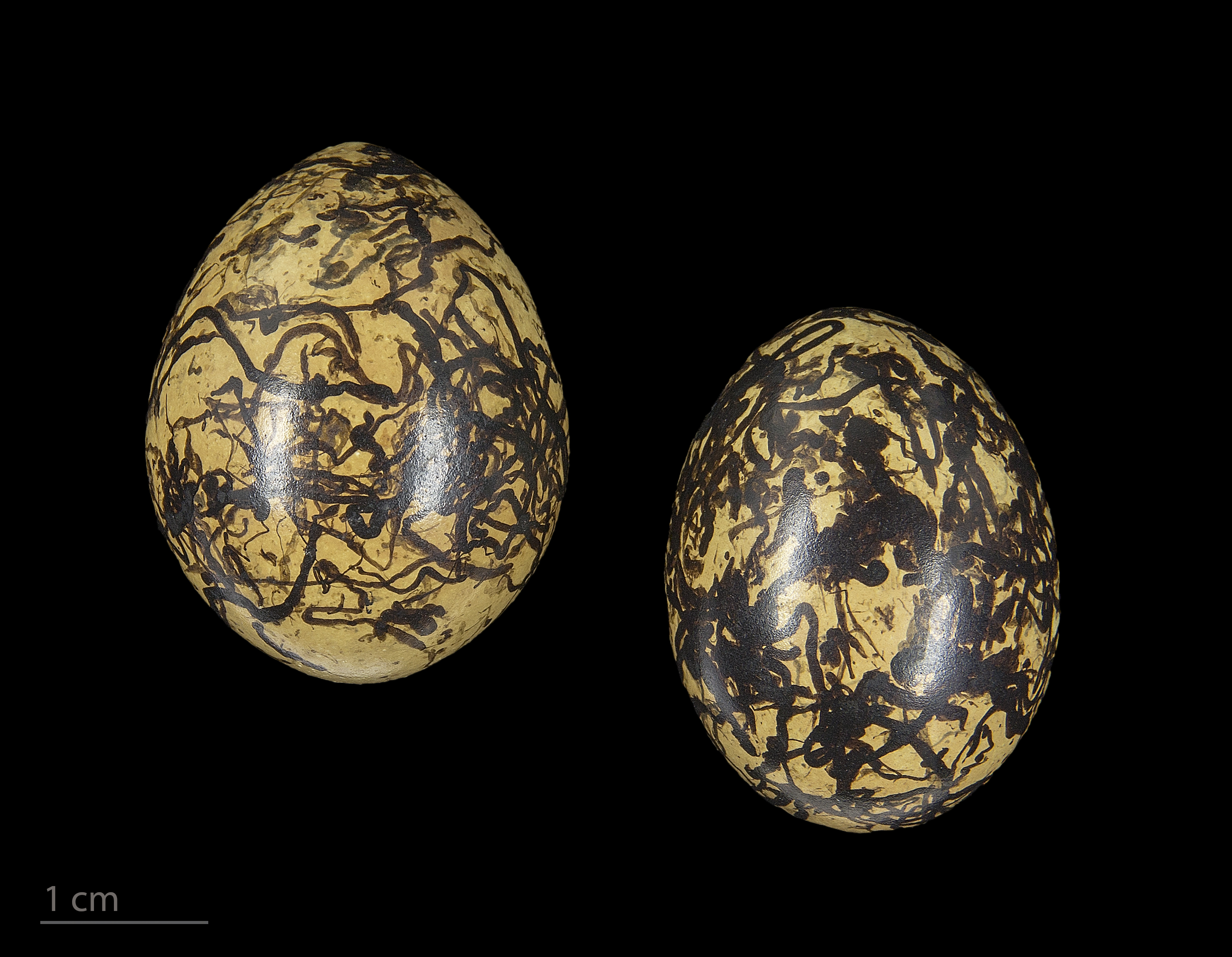
Jacana spinosa - MHNT

La jacana centroamericana (Jacana spinosa), también conocida como tuqui tuqui, gallito de agua mexicano, jacana del norte, gallito  de pantano y pespita es una especie de ave Charadriiforme de la familia Jacanidae  habitual en los humedales de Centroamérica, el sur de los Estados Unidos (ocasional en Texas), México y las Antillas.

## Subespecies
Se conocen 3 subespecies:
- Jacana spinosa gymnostoma (Wagler, 1831)
- Jacana spinosa spinosa (Linnaeus, 1758)
- Jacana spinosa violacea (Cory, 1881)